# Distretto di Howrah
Il distretto di Howrah è un distretto del Bengala Occidentale, in India, di 4 274 010 abitanti. Il suo capoluogo è Howrah.